# Пилдинская волость
Пи́лдинская волость или Пилдская волость (латыш. Pildas pagasts) — одна из двадцати пяти территориальных единиц Лудзенского края Латвии. Находится на юго-западе края. Граничит с Рунденской, Нюкшинской, Иснаудской, и Нирзинской волостями своего края и с Каунатской волостью Резекненского края. 
Волостным центром является село Пилда (латыш. Pilda, латг. Pylda).
Расстояние от села Пилда до краевого центра города Лудза — 15 км.

## Население
По данным переписи населения Латвии 2011 года, из 601 жителя Пилдинской волости русские составили  52,08 % (313 чел.), латыши —  43,43 % (261 чел.), белорусы —  1,66 % (10 чел.), украинцы —  1,16 % (7 чел.), поляки —  1,00 % (6 чел.). 